# Pilot (Elementary)
Pilot is de debuutaflevering van het eerste seizoen van de televisieserie Elementary, die voor het eerst werd uitgezonden op 27 september 2012.

## Verhaal
Joan Watson wordt toegewezen als de "nuchtere metgezel" van Sherlock Holmes. Ze leert over zijn geschiedenis als drugsverslaafde en het feit dat hij op zijn vrijlatingsdag uit zijn afkickkliniek ontsnapte, omdat hij 'zich zou hebben verveeld'. Voordat hij met drugs in aanraking kwam, werkte hij voor Scotland Yard als adviseur. 
Sherlock werkt nu als adviseur voor de New York City Police Department. Hij vindt een ontvoerde vrouw in een safe room in haar eigen huis. Later blijkt dat het gaat om opzet - haar man, een psycholoog, manipuleerde een van zijn klanten in het vermoorden van zijn vrouw, ten behoeve van zijn voorhuwelijkse voorwaarden. Hierin staat dat de man, mocht zijn vrouw overlijden, een flinke som geld zou ontvangen. Sherlock ontrafelt het mysterie en zorgt ervoor dat de man opgesloten wordt.

## Rolverdeling
- Jonny Lee Miller - Sherlock Holmes
- Lucy Liu - Dr. Joan Watson
- Aidan Quinn - Kapitein Toby Gregson
- Dallas Roberts - Dr. Richard Mantlo
- Manny Perez - Detective Javier Abreu
- Jonathan Walker - Harrison Polk
- Kristen Bush - Eileen Renfro
- Craig Walker - Peter Saldua
- Annika Boras - Amy Damper